# WWE ThunderDome
El WWE Thunderdome fue el nombre de la experiencia virtual de la compañía estadounidense de lucha libre profesional WWE usada para sus emisiones de shows semanales y pay-per-views para las marcas Raw y SmackDown. Se lanzó durante la pandemia de COVID-19 en agosto de 2020 como una forma para que los fanáticos asistieran virtualmente a los eventos de WWE. La experiencia funcionaba con usuarios que se registraban días antes de un evento, iniciaban sesión y se unían a la hora de llamada asignada para ver el evento en tiempo real. Era gratis asistir a un evento. Dejó de usarse en julio de 2021, con la reanudación de las giras y los eventos con público en WWE.

## Historia
En el inicio de la pandemia de COVID-19 a mediados de marzo de 2020, WWE trasladó su programación para Raw y SmackDown a su Centro de desarrollo en Orlando, Florida, sin espectadores presentes. A fines de mayo, la promoción comenzó a utilizar a los aprendices del Performance Center para que sirvieran como audiencia en vivo, que se expandió aún más a amigos y familiares de los luchadores a mediados de junio. El 17 de agosto de 2020, WWE anunció que se trasladarían al Amway Center de Orlando, donde los episodios de Raw, Smackdown, 205 Live y los eventos de pagos por visión se transmitirían durante un período prolongado, comenzando con el episodio del 21 de agosto de SmackDown. Al igual que con las transmisiones del Performance Center, estos programas se produjeron sin espectadores en persona. Allí fue montado WWE ThunderDome, el cual fue presentado en sociedad en el episodio de SmackDown del 21 de agosto, siendo SummerSlam el primer pago por visión que mostró el ThunderDome.
Debido al inicio de las temporadas 2020-2021 de la ECHL y la NBA (el Amway Center es el estadio de los Orlando Solar Bears de la ECHL y los Orlando Magic de la NBA), WWE trasladó el ThunderDome al Tropicana Field en St. Petersburg (Florida), que comenzó el 11 de diciembre. El último programa ThunderDome producido desde el Amway Center fue el episodio del 7 de diciembre de Raw. Aunque WWE no ha anunciado por cuánto tiempo estaría en el Tropicana Field, se esperaba que la empresa desocupara el estadio en marzo de 2021 para permitir los preparativos para la temporada 2021 de los Tampa Bay Rays. El 24 de marzo de 2021, WWE anunció que se trasladaría al Yuengling Center, ubicado en el campus de la Universidad del Sur de Florida en Tampa, comenzando con el episodio post-WrestleMania 37 de Raw el 12 de abril.
Para crear ThunderDome, WWE se asoció con la empresa The Famous Group. Dentro del ThunderDome, se utilizaron drones, láseres, pirotecnia, humo y proyecciones para mejorar las entradas de los luchadores en un nivel similar al de las producciones de pagos por visión prepandémicas. El vicepresidente ejecutivo de producción televisiva de WWE, Kevin Dunn, señaló además que "ahora podemos hacer cosas en cuanto a producción que nunca podríamos hacer de otra manera". Se instalaron casi 1000 placas LED para permitir filas de espectadores virtuales. El audio de la arena también se mezclaba con el de los fanáticos virtuales para que se puedan escuchar los cánticos de los fanáticos. Era gratis para los fanáticos asistir virtualmente a los eventos, aunque debían reservar su asiento virtual con anticipación. La noche de un evento, los fanáticos se unían durante la hora de llamada asignada.
Una experiencia similar llamada Capitol Wrestling Center se lanzó para la marca NXT de WWE el 4 de octubre de 2020. El Capitol Wrestling Center estaba alojado en el Performance Center y tenía muchas de las mismas características que ThunderDome. La principal diferencia era que el Capitol Wrestling Center incluía una pequeña multitud de fanáticos en vivo selectos, que debían usar máscaras y estaban divididos por paredes de plexiglás, además de los fanáticos virtuales. El nombre también es un homenaje al predecesor de WWE, Capitol Wrestling Corporation. El 5 de junio de 2021 se reportó un robo de material tecnológico por la policía de Tampa Bay dentro del Thunderdome.
El último programa de ThunderDome producido en vivo fue el episodio del 9 de julio de SmackDown y el último programa en el ThunderDome fue el episodio del 15 de julio de Main Event, que se grabó el 6 de julio. Esto se debió a la reanudación de las giras y los eventos con público en WWE, la cual comenzó el 16 de julio. El periodo de tiempo en que se produjeron shows desde el ThunderDome fue conocido como la "Era del ThunderDome".

## Acogida
Las primeras reseñas del ThunderDome fueron en gran medida positivas. Pro Wrestling Torch realizó una encuesta en su sitio web, y más del 50% de los encuestados indicó que ThunderDome era "mucho mejor" que los programas producidos en el Performance Center, mientras que el 23% dijo que era "un poco mejor". Dos tercios de los encuestados también dijeron que ThunderDome superó sus expectativas. Casi la mitad de los encuestados dijeron que era más probable que vieran la programación de WWE debido a la configuración de ThunderDome. En una reseña inicial de John Clark de Wrestle Zone, dijo que la experiencia de asistir como un fan virtual fue "genial" pero "olvidable". En noviembre de 2020, la directora de marca de WWE Stephanie McMahon dijo que si bien los ratings bajaron durante su tiempo en el Performance Center, las calificaciones aumentaron con el ThunderDome, aunque no se revelaron los números exactos. Ella notó que cada programa de ThunderDome ha tenido 1000 fanáticos virtuales presentes y que ha habido más de 100.000 solicitudes de entrada desde su lanzamiento.
Durante los primeros tres meses, hubo más de 130.000 solicitudes de entrada para acceder al sitio web de ThunderDome. En marzo de 2021, había más de 650.000 solicitudes de entrada. En los Premios SPORTEL 2020, el ThunderDome obtuvo los máximos honores en la categoría Experiencia de fan virtual.